# The Hollow (TV-serie)
The Hollow är en kanadensisk animerad serie skapad av Vito Viscomi, som hade premiär på Netflix den 8 juni 2018. Seriens andra säsong släpptes den 8 maj 2020, för att sedan bli avbruten den 31 augusti samma år. Bland de medverkande röstskådespelarna i serien hörs Adrian Petriw, Ashleigh Ball och Connor Parnall, som innehar de tre största huvudrollerna i serien. Det finns också en svenskdubbad version av serien, där de tre huvudrollerna spelas av Leo Hallerstam, Jessica Andersson och Jesper Adefelt.

## Handling
Seriens handling kretsar kring de tre tonåringarna Adam, Mira och Kai, som en dag vaknar upp i ett konstigt vitt rum, där ingen av dem har några som helst minnen av vare sig själva eller av varandra. Efter att de slutligen har lyckats ta sig ut genom en underjordisk bunker upp till en djup skog, beger de sig ut för att upptäcka vilka de är, samtidigt som de försöker komma på hur de ska ta sig hem.

## Rollista (i urval)
- Adrian Petriw – Adam (röst)
  - Peter Bundic – Adam (live-action)
  - Leo Hallerstam – svensk röst
- Ashleigh Ball – Mira (röst)
  - Lana Jalissa – Mira (live-action)
  - Jessica Andersson – svensk röst
- Connor Parnall – Kai (röst)
  - Harrison Houde – Kai (live-action)
  - Jesper Adefelt – svensk röst